# Pentti Hanski
Pentti Vilho Juhani Hanski, född 25 april 1924 i Kotka, död 7 mars 1997 i Helsingfors, var en finländsk TV-man.
Hanski blev politices kandidat 1948 och var verkställande direktör för Annonsörernas förbund 1954–1958. Då Reklam-TV (MTV) grundades 1957 i samarbete mellan Rundradion, handeln och annonsörerna fick han i uppdrag att leda detta banbrytande projekt. Efter att han pensionerats 1984 fick han 1993 uppleva att MTV beviljades egen koncession och samtidigt blev den första kommersiella tv-kanalen i Norden. Han skildrade åren vid MTV i den 2001 utgivna boken Pöllön siivet.